# Watertown (New York, nagyváros)
Watertown nagyváros (city) az Amerikai Egyesült Államok New York államában, Jefferson megyében, melynek megyeszékhelye. Lakosainak száma 24 685 fő (2020. április 1.).

## Népesség
A település népességének változása:

| 2010 | 27 023 |
| 2020 | 24 685 |